# Saltstorm
Saltstorm är ett väderfenomen som uppstår då kraftiga vindar drar med sig salt från havet in över land. Vid stora vindstyrkor piskas stora mängder skum upp till havs, saltet från skummet förs med vindarna in över land.
Saltet som förs in över land med saltstormen orsakar kortslutning i elektriska installationer när det avsätts på isolatorerna.